# Erolzheim
Erolzheim – miejscowość i gmina w Niemczech, w kraju związkowym Badenia-Wirtembergia, w rejencji Tybinga, w regionie Donau-Iller, w powiecie Biberach, siedziba związku gmin Illertal. Leży w Górnej Szwabii, ok. 20 km na wschód od Biberach an der Riß.